# どきどきPrincess
『どきどきPrincess』（どきどきプリンセス）は、2001年にCronusより発売されたアダルトゲーム。和風の世界観を持つアドベンチャーゲームである。

## 概要
時々現れる選択肢を選びながら進むアドベンチャーゲーム。1プレイは10話のエピソードの集合になっている。エピソードの途中ではアイキャッチが入ったり、1話ごとに次回の予告篇が入ったりと、テレビドラマのような演出がなされている。
エピソードの第1話から第5話までは全キャラ共通だが、第6話から第10話までは5人のヒロイン毎に別ルートとなり、第5話の時点で最も好感度の高いヒロインのルートに分岐するようになっている。
和風が売りだが堅い時代考証は何もなく、例えば「海の家のバイトでビールを売る」のような場面も平気で出てくる。あくまで「和風の要素を持つ架空の世界」が舞台である。

## ストーリー
四ノ宮道場で剣術に明け暮れる若者、四ノ宮正太郎。強くなるためには色恋にかまける暇はない、と考えて修行に打ち込むが、なかなか強くなれない自分に限界も感じていた。
そんなある日、正太郎は山で暴漢に襲われていた娘を助ける。その娘、香澄との出会いから、正太郎の生活は大きく変わっていく。

## 登場人物
四ノ宮 正太郎（しのみや しょうたろう）
四ノ宮道場で日夜修業に明け暮れる、ストイックな青年。既にかなりの腕なのだが、本人は思うように強くなれない自分にいらだちを感じている。
橘 香澄（たちばな かすみ）
正太郎が助けた町娘。天真爛漫で、四ノ宮道場に入り浸るようになる。
四ノ宮 薫（しのみや かおる）
正太郎のいとこ。剣術に打ち込み、道場では正太郎に次ぐ腕前。正太郎のことを「兄さま」と呼んで慕う。不器用で、自分を出すのが苦手。
七瀬 小雪（ななせ こゆき）
茶屋「小雪庵」を支える健気な看板娘。ヒロインの中では最年少。料理と園芸が得意。
上総川 水葉（かずさがわ みずは）
道場の近くにある、上総川神社の巫女。神社の家系に代々続く破魔の力をもつ。非常におっとりした性格。
ガーネット・フレア・アークランド
乙弥の護衛を務める金髪美女。蹴り技が得意で、武力は正太郎と互角。暴走する乙弥をいさめるために、常にハリセンを携帯している。
乙弥（おとや）
さる大名家の若様で、ガーネットと共に諸国を漫遊している。香澄に惚れて暴走するギャグメーカー。
四ノ宮 厳斎（しのみや げんさい）
正太郎の叔父で父親代わり。薫の実父でもある。藩の剣術指南役を勤める実力者。
絵里（えり）
四ノ宮道場に通う少女。ヒント機能担当。各エピソードの最初に現れ、狙っているヒロインの好感度と、そのエピソードでは何をすればよいかを教えてくれる。ヒント機能がオフだとあまり出番がない。

## スタッフ
- シナリオ：祝坂太一
- 原画：葵羽鳥
- 音楽：桜崎みなも